# Промислова піч

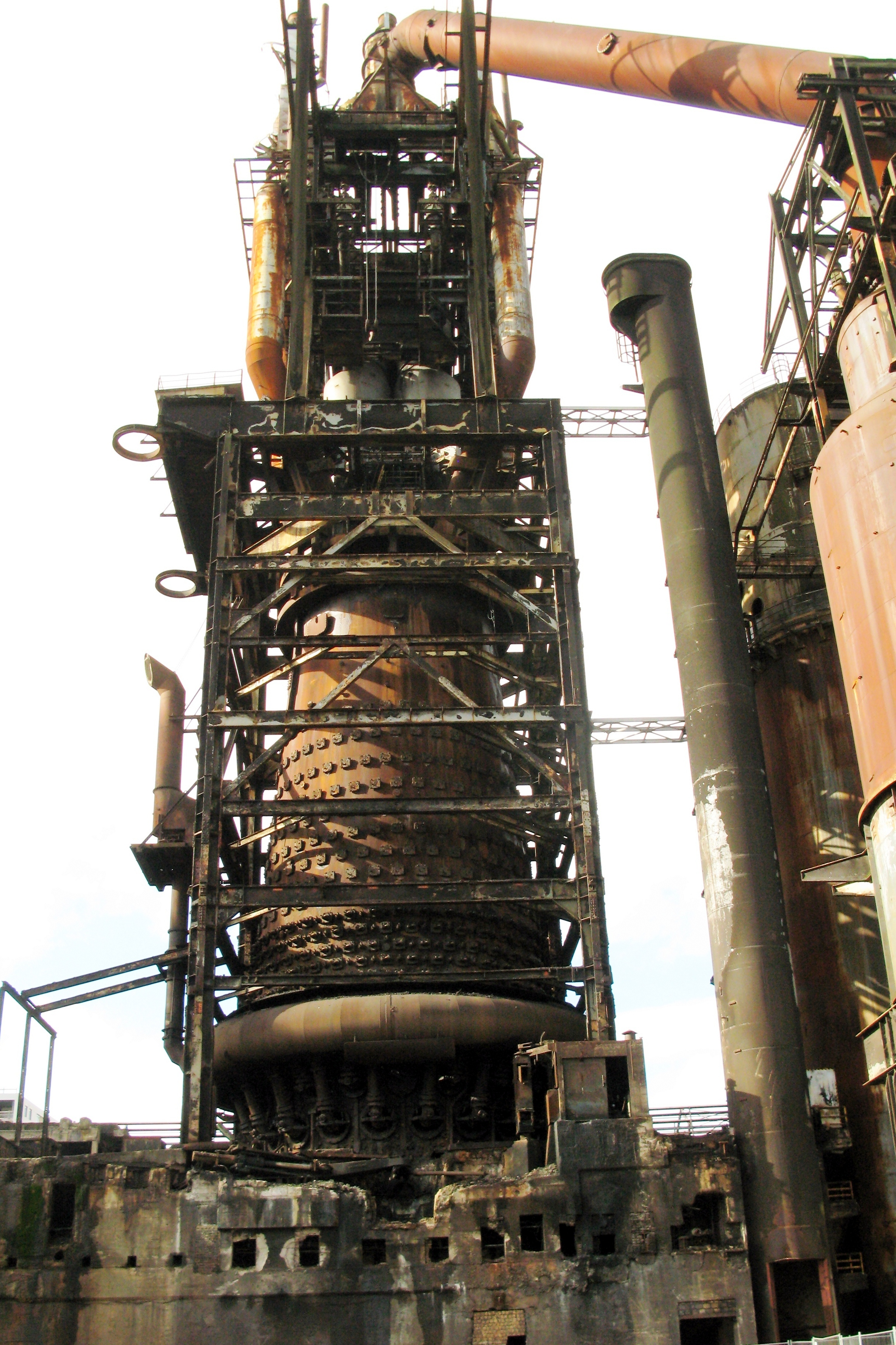
Доменна піч металургійного заводу «Adolf-Emil-Hütte» у місті Еш-сюр-Альзетт (Люксембург)

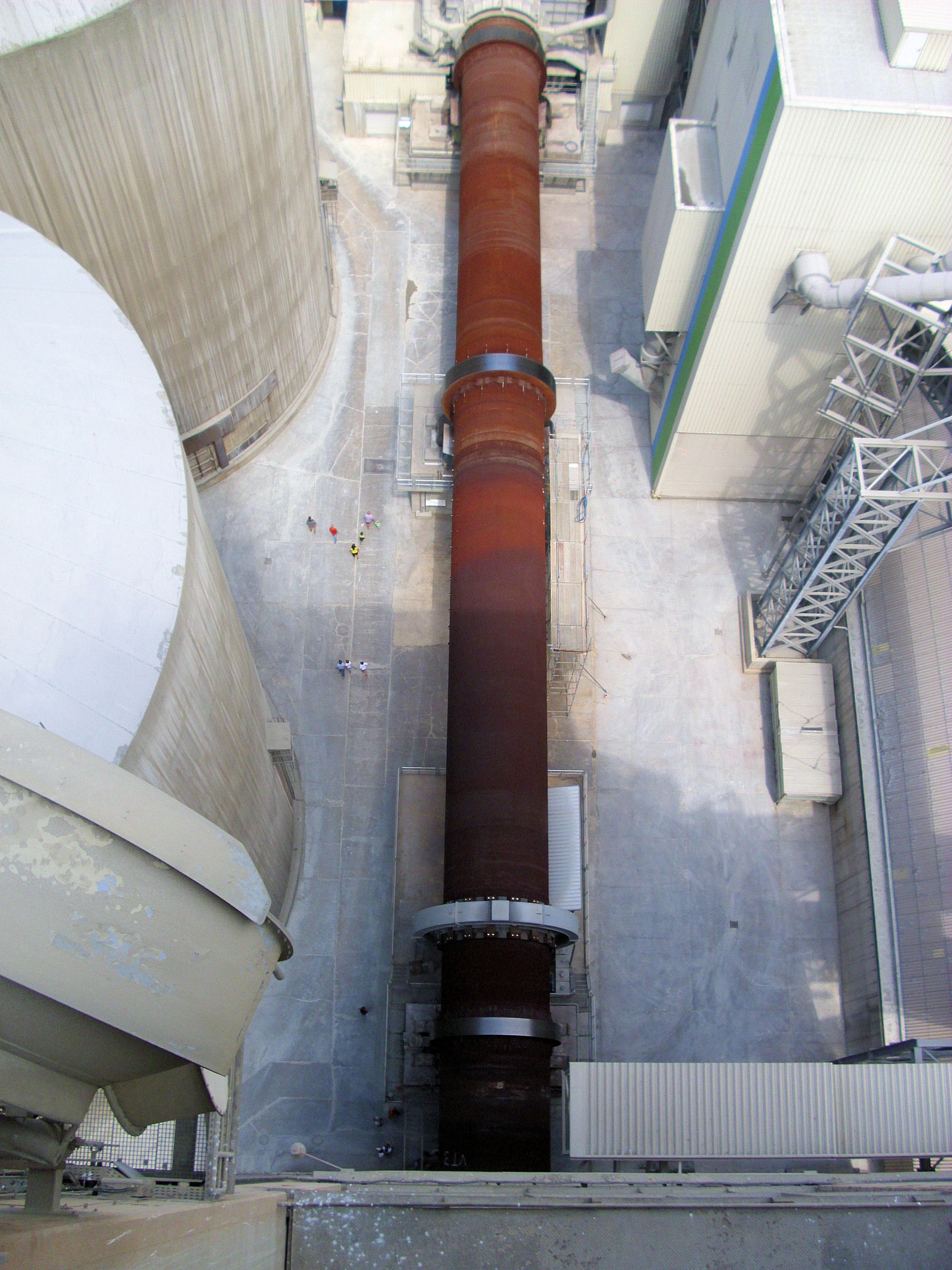
Обертова (трубчаста) піч

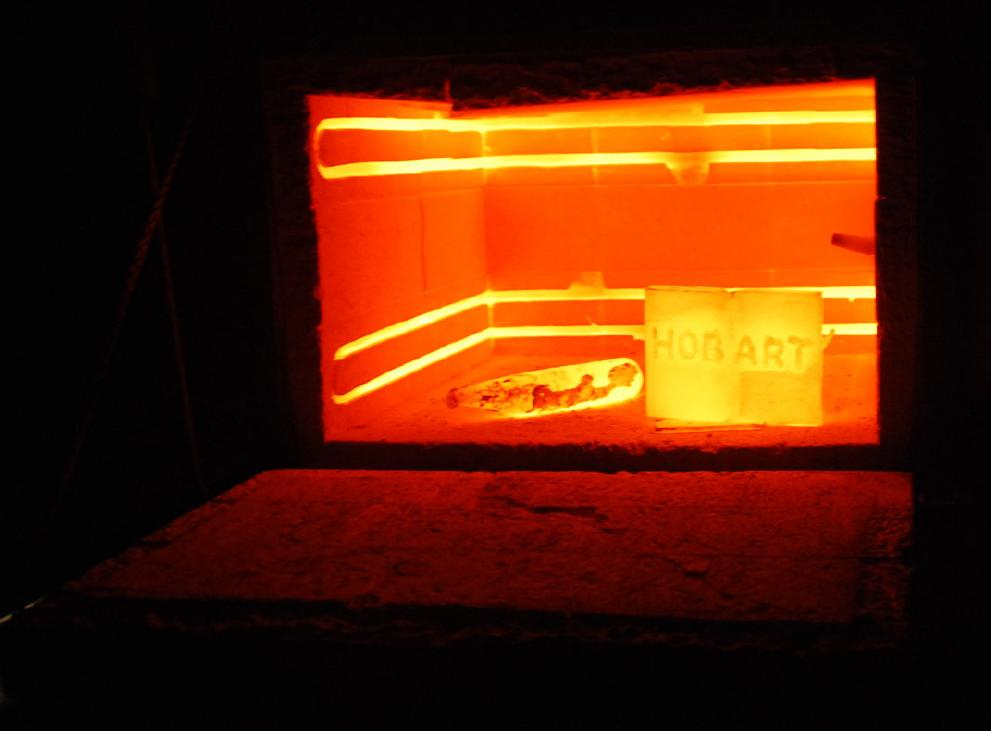
Нагріті деталі у термічній камерній печі перед гартуванням

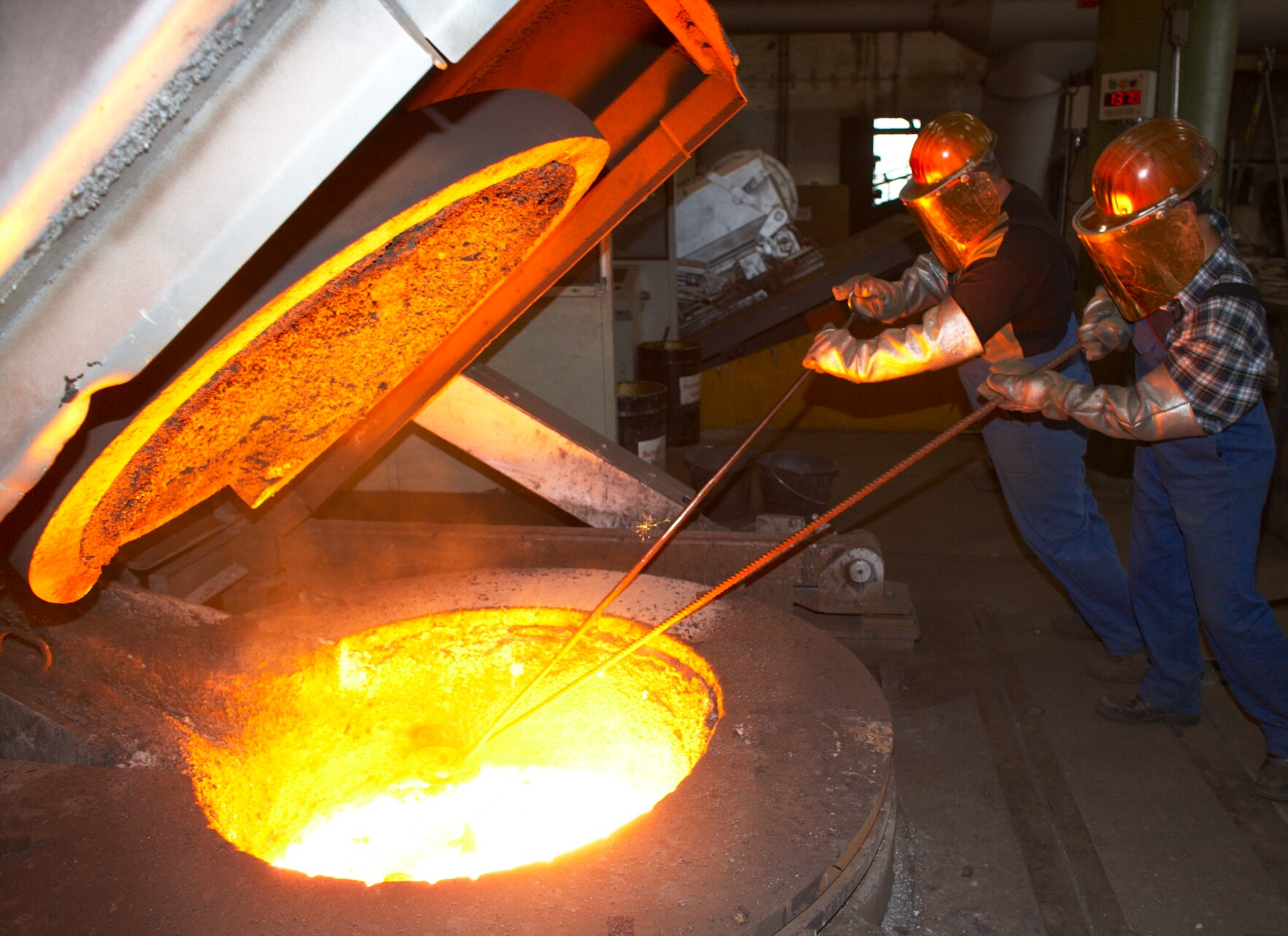
Сталевари біля відкритої індукційної печі

Промисло́ва піч (англ. kiln, furnance, industrial furnace) — споруда чи пристрій промислового призначення, у якому внаслідок згоряння палива (іноді інших хімічних реакцій) або перетворення електричної енергії виділяється тепло. До печей не прийнято відносити парогенератори, агломераційні машини, деякі електричні нагрівальні прилади та ін.

## Класифікація

### За призначенням
Виходячи з призначення, до промислових належать нагрівальні печі, плавильні печі, термічні печі.
Нагрівальна піч — промислова піч, де вироби (заготовки) або матеріали нагрівають до температури, нижчої за температуру їхнього плавлення (на відміну від плавильної печі, в якій матеріали плавлять). Розрізняють нагрівальні електричні печі (в тому числі високочастотні печі) і полуменеві печі; печі періодичної дії (камерні печі, обертові печі та ін.) і безперервної дії (напр., методичні печі). Нагрівальні печі застосовують у кольоровій та чорній металургії, машинобудуванні.
Плавильна піч — промислова піч, де матеріали плавлять, тобто нагрівають до температури, вищої за температуру їхнього плавлення. Плавильні печі використовують у виробництві сталі, чавуну, кольорових металів і їхніх сплавів (вагранка, ватержакетна піч, високочастотна піч, відбивна піч, доменна піч, електродугова піч, мартенівська піч), скла тощо, їх експлуатують на твердому, рідкому і газоподібному паливі, електричній енергії. В деяких плавильних печах застосовують сонячну енергію (сонячні оптичні печі).
Термічна піч — промислова піч для термічної або хіміко-термічної обробки металевих виробів. Бувають гартувальні, відпалювальні, цементаційні тощо. Термічні печі бувають періодичної, напівбезперервної, пульсуючої і безперервної дії; з контрольованим захисним газовим (наприклад, з продуктами неповного окислення вуглеводневих газів) і неконтрольованим повітряним середовищем, а також з середовищем рідким. Набувають поширення потокові гартувально-відпускні, нормалізаційно-відпускні, нітроцементаційні та інші печі.
Промисловими є також печі, де з матеріалу видаляють вологу (сушильна піч), піддають матеріал розкладу (наприклад, коксові печі), а мінеральну сировину, будівельні і вогнетривкі матеріали — випалу, обробляють харчові продукти (коптильні печі, печі кондитерські, хлібопекарські).
Своєрідними є промислові печі киплячого шару, де оброблюваний теплом зернистий матеріал енергійно перемішується («кипить»).

### За джерелом тепла для нагрівання
За джерелом тепла розрізняють електричні печі і полуменеві печі (особливими є печі із спеціальними видами нагріву — плазмові печі, оптичні печі).
Електрична піч — нагрівальна або плавильна піч, що в ній електрична енергія перетворюється на теплову. Електричні печі поділяють на дугові печі, індукційні печі, плазмові печі, печі опору й електронно-променеві.
Полуменева піч — промислова піч, де тепло передається виробам або матеріалам випромінюванням і конвекцією від газоподібних продуктів згоряння палива та випромінюванням від розжареної кладки. Тверде паливо згоряє в топках печі, рідке і газоподібне — в топках або в її робочому просторі. До полуменевих печей. належать деякі нагрівальні печі, плавильні печі тa термічні печі.

### За конструктивними ознаками
За конструктивними ознаками печі бувають шахтні, ватержакетні, обертові, прохідні (тунельні, карусельні, кільцеві), камерні (ковпакові, ямнні, з висувним подом) тощо:
- шахтна піч — промислова піч з вертикальним робочим простором («шахтою») круглої або прямокутної форми. У верхню частину шахтної печі завантажують вихідний (оброблюваний) матеріал, що опускається під дією власної маси (газоподібні продукти згоряння палива рухаються назустріч); з нижньої її частини видаляють готовий продукт[2];
- ватержакетна піч — (англ. water-jacket, від англ. water — вода і англ. jacket — сорочка, кожух) — піч, стіни якої складені з охолоджуваних водою порожнистих металевих коробок (кесонів); різновид шахтної печі[3];
- обертова (ротаційна) піч чи трубчаста піч — промислова горизонтальна або трохи похила піч циліндричної форми, корпус якої обертається навколо поздовжньої осі. Розрізняють обертові печі на пилоподібному, кусковому, рідкому і газовому паливі, а також обертові печі з електричним нагрівом[2];
- прохідна піч або піч неперервної дії у тому числі й тунельна піч[4] — промислова піч, в якій заготовки (вироби), що обробляються, переміщаються крізь робочий простір з допомогою рольгангів, конвеєрів, штовхачів тощо[5]. В прохідних печах нагрівають заготовки перед обробкою тиском, проводять випалення керамічних і металевих емальованих виробів. В печах такої конструкції розрізняють зони: підігрівальну, нагрівальну й охолоджувальну;
- камерна піч — полуменева або електрична піч, що її робочий простір має форму камери з приблизно однаковою довжиною, шириною і висотою. В усіх точках робочого простору такої печі температура практично однакова. Розрізняють камерні печі вертикальні, ковпакові, з висувним або нерухомим подом тощо[6].

### За іншими ознаками
Промислові печі класифікують, крім того, за
- теплообміном: променевим (наприклад, мартенівські печі) або внаслідок конвекції (печі низькотемпературні, сушильні);
- механізмом переміщення виробів, що підлягають нагріванню (наприклад, методичні печі, прохідні печі);
- тепловим і температурним режимами (наприклад, камерні муфельні печі).